# Neuillay-les-Bois
Neuillay-les-Bois ist eine französische Gemeinde mit 659 Einwohnern (Stand: 1. Januar 2022) im Département Indre in der Region Centre-Val de Loire; sie gehört zum Arrondissement  Châteauroux und zum Kanton Saint-Gaultier (bis 2015: Kanton Buzançais). Die Einwohner werden Novelliens genannt.

## Geographie
Neuillay-les-Bois liegt etwa 18 Kilometer westsüdwestlich von Châteauroux am Flüsschen Rossignol. Umgeben wird Neuillay-les-Bois von den Nachbargemeinden La Chapelle-Orthemale im Norden, Villedieu-sur-Indre im Norden und Nordosten, Niherne im Osten und Nordosten, Luant und La Pérouille im Osten und Südosten, Nuret-le-Ferron im Süden, Méobecq im Westen sowie Vendœuvres im Westen und Nordwesten.

## Bevölkerungsentwicklung
| Jahr                      | 1962 | 1968 | 1975 | 1982 | 1990 | 1999 | 2006 | 2013 |
| Einwohner                 | 722  | 619  | 604  | 540  | 609  | 560  | 632  | 677  |
| Quelle: Cassini und INSEE |      |      |      |      |      |      |      |      |

## Sehenswürdigkeiten
- Kirche Saint-Hilaire